# Barotul
Barotul je manjše naselje na otoku Pašman.
Barotul leži na severovzhodni strani otoka ob zalivu Taline med naseljema Pašman in Mrljane ter upravno spada v Zadrsko županijo. V naselju v katerem živi okoli 90 prebivalcev je manjši pristan z valobranom kolenaste oblike dolgim okoli 50 m in pomolom dolgim okoli 25 m pri katerem je morje globoko do 2 m.